# Бердыш (деревня)
Бердыш — деревня  в Троицко-Печорском районе республики Коми в составе сельского поселения Комсомольск-на-Печоре.

## География
Находится на юге района на правом берегу реки Унья на расстоянии примерно 151 километр по прямой от поселка Троицко-Печорск на юг-юго-восток.

## Климат
Климат умеренно-континентальный, лето короткое и умеренно-прохладное, зима многоснежная, продолжительная и холодная. Среднегодовая температура -1.2 градусов С, при этом средняя температура января равна -18 градусов С, июля 16 градусов С. Продолжительность отопительного периода равна 254 суткам при среднесуточной температуре -7,40 градусов С. Устойчивый снежный покров образуется в среднем в 26 октября и продолжается до 14 мая. Средняя высота снежного покрова за зиму незащищенных участков – 74 см, максимальная – 116 см, минимальная – 38 см.
Часовой пояс
Деревня Бердыш находится в часовой зоне МСК (московское время). Смещение применяемого времени относительно UTC составляет +3:00.

## История
Основана переселенцами из Прикамья в третьей четверти XIX века. Впервые упоминается как выселок Усть-Бердыш в 1872 году. В 1909 - 8 дворов и 56 человек, в 1927 - 16 дворов и 85 человек. Нынешнее наименование появляется примерно с 1956 года. 

## Население
| 2010 |
| ---- |
| 8    |

Постоянное население составляло 13 человек в 2002 году (русские 100%), 8 человек в 2010 году.